# Marmosa isthmica
Marmosa isthmica és una espècie d'opòssum de la família dels didèlfids. Viu a Colòmbia, l'Equador i Panamà. S'alimenta de fruita i insectes que agafa mentre es mou per les branques amb l'ajut de la seva cua prènsil. Anteriorment se la considerava una subespècie de la marmosa de Robinson (M. robinsoni) i probablement té un estil de vida semblant. El seu nom específic, isthmica, significa ‘ístmica’ en llatí.